# كأس البرازيل 1998
كأس البرازيل 1998 هو الموسم 10 من كأس البرازيل. أقيم خلال الفترة 20 يناير 1998 وحتى 30 مايو 1998، وأشرف على تنظيمه اتحاد البرازيل لكرة القدم، وكان عدد الأندية المشاركة فيه 42، وفاز فيه نادي بالميراس.